# Блиньи (Об)
Блиньи́ (фр. Bligny) — коммуна во Франции, находится в регионе Шампань — Арденны. Департамент — Об. Входит в состав кантона Вандёвр-сюр-Барс. Округ коммуны — Бар-сюр-Об.
Код INSEE коммуны — 10048.
Коммуна расположена приблизительно в 185 км к юго-востоку от Парижа, в 90 км южнее Шалон-ан-Шампани, в 45 км к востоку от Труа.

## Население
Население коммуны на 2008 год составляло 203 человека.
| 1962 | 1968 | 1975 | 1982 | 1990 | 1999 | 2008 |
| ---- | ---- | ---- | ---- | ---- | ---- | ---- |
| 144  | 177  | 174  | 193  | 204  | 208  | 203  |

## Администрация
| Период | Период | Фамилия            | Партия | Примечания |
| ------ | ------ | ------------------ | ------ | ---------- |
| 2001   | 2008   | Анни Феррон-Готрен |        |            |
| 2008   |        | Тьерри Лорен       |        |            |

## Экономика

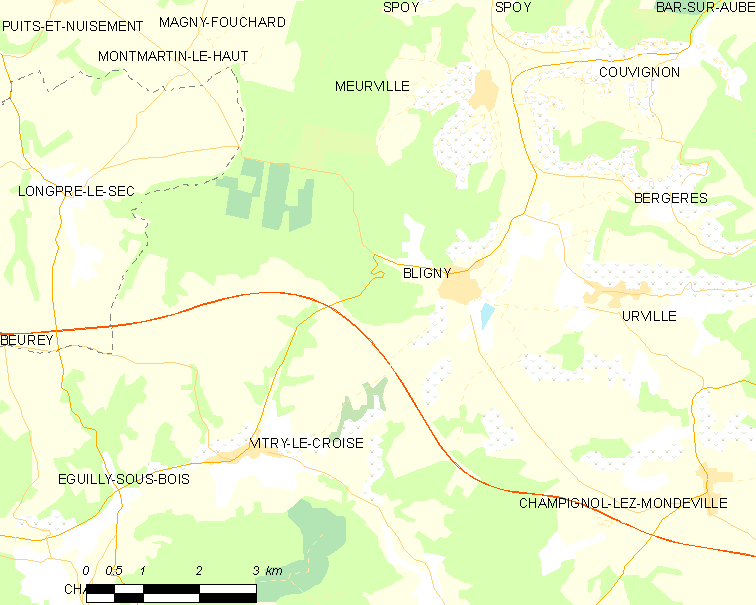
Карта коммуны

В 2007 году среди 125 человек в трудоспособном возрасте (15—64 лет) 93 были экономически активными, 32 — неактивными (показатель активности — 74,4 %, в 1999 году было 73,7 %). Из 93 активных работали 86 человек (51 мужчина и 35 женщин), безработных было 7 (3 мужчины и 4 женщины). Среди 32 неактивных 12 человек были учениками или студентами, 12 — пенсионерами, 8 были неактивными по другим причинам.

## Достопримечательности
- Церковь Сен-Симфорьен (XVIII век). Памятник истории с 1989 года[3]